# Ba (mitologia egípcia)
O Ba,  na Religião no Antigo Egito, é um dos principais aspectos da personalidade: a alma juntamente com o ka e akh, o ba é libertado do corpo na morte e representa a mobilidade da alma no submundo e sua capacidade de retornar à terra.
Ba era originalmente escrito com o símbolo do cegonha e foi pensado ser um atributo ao rei-deus, a partir da XVIII dinastia egípcia o símbolo então foi alterado para o de um falcão com cabeça humana.

## Mitologia
No Antigo Egito, eram distinguidos três aspectos do psíquico do homem, para os quais os termos ka, ba e akh eram usados. As antigas concepções egípcias da alma ou das diferentes almas ou aspectos da alma de um ser humano e de seu destino no aqui e agora eram parcialmente obscuras e contraditórias; no entanto, os três termos correspondem eram claramente delineados e nunca eram misturados ou confundidos.
O ba sobrevive na vida após a morte somente se permanecer próximo do ka, os humanos têm apenas um ba, enquanto os deuses têm vários. O ba também era considerado uma "essência divina" e seria o papel de evocar senso moral ou consciência.